# گورستان خانقاه
گورستان خانقاه مربوط به عصر مفرغ میانی - عصر آهن I و II - دوره اشکانیان است و در شهرستان خلخال، بخش شاهرود، دهستان شاهرود، روستای خانقاه واقع شده و این اثر در تاریخ ۱۲ دی ۱۳۸۶ با شمارهٔ ثبت ۲۰۴۲۱ به‌عنوان یکی از آثار ملی ایران به ثبت رسیده است.